# FK Haugesund
FK Haugesund är en fotbollsklubb i Haugesund i Norge. Klubben bildades den 28 oktober 1993, efter en sammanslagning av klubbarna Djerv 1919 och SK Haugar. Klubben spelade i Tippeligaen 1997 och 1999 och återkom 2010. 2007 förlorade man finalen i norska cupmästerskapet mot Lillestrøm SK med 0-2. 

## Spelare

### Spelartruppen
| Nr | Land    | Pos | Namn              |
| -- | ------- | --- | ----------------- |
| 2  | Gambia  | F   | Sulayman Bojang   |
| 4  | Danmark | F   | Anders Bærtelsen  |
| 7  | Danmark | MF  | Peter Therkildsen |
| 8  | Norge   | MF  | Kevin Krygård     |
| 9  | Norge   | MF  | Sondre Liseth     |
| 12 | Norge   | MV  | Egil Selvik       |
| 13 | Norge   | A   | Martin Samuelsen  |
| 15 | Norge   | F   | Ulrik Fredriksen  |

| Nr | Land    | Pos | Namn                |
| -- | ------- | --- | ------------------- |
| 16 | Norge   | A   | Alexander Søderlund |
| 20 | Norge   | MF  | Torje Naustdal      |
| 23 | Norge   | F   | Thore Pedersen      |
| 25 | Senegal | A   | Alioune Ndour       |
| 27 | Norge   | MF  | Mads Sande          |
| -  | Norge   | MF  | Christos Zafeiris   |
| -  | Norge   | MV  | Frank Stolpe        |
| -  | Senegal | MF  | Ibrahima Cissoko    |

### Fotnoter
1. ↑  Ole Petter Pedersen. ”Fotballklubben Haugesund” (på norska). Store norske leksikon. https://snl.no/Fotballklubben_Haugesund. Läst 1 oktober 2017.